# Blind (film, 2023)
Pour les articles homonymes, voir Blind.
 (février 2021).
La mise en forme du texte ne suit pas les recommandations de Wikipédia : il faut le « wikifier ».
Les points d'amélioration suivants sont les cas les plus fréquents. Le détail des points à revoir est peut-être précisé sur la page de discussion.
- Les titres sont pré-formatés par le logiciel. Ils ne sont ni en capitales, ni en gras.
- Le texte ne doit pas être écrit en capitales (les noms de famille non plus), ni en gras, ni en italique, ni en « petit »…
- Le gras n'est utilisé que pour surligner le titre de l'article dans l'introduction, une seule fois.
- L'italique est rarement utilisé : mots en langue étrangère, titres d'œuvres, noms de bateaux, etc.
- Les citations ne sont pas en italique mais en corps de texte normal. Elles sont entourées par des guillemets français : « et ».
- Les listes à puces sont à éviter, des paragraphes rédigés étant largement préférés. Les tableaux sont à réserver à la présentation de données structurées (résultats, etc.).
- Les appels de note de bas de page (petits chiffres en exposant, introduits par l'outil «  Source ») sont à placer entre la fin de phrase et le point final[comme ça].
- Les liens internes (vers d'autres articles de Wikipédia) sont à choisir avec parcimonie. Créez des liens vers des articles approfondissant le sujet. Les termes génériques sans rapport avec le sujet sont à éviter, ainsi que les répétitions de liens vers un même terme.
- Les liens externes sont à placer uniquement dans une section « Liens externes », à la fin de l'article. Ces liens sont à choisir avec parcimonie suivant les règles définies. Si un lien sert de source à l'article, son insertion dans le texte est à faire par les notes de bas de page.
- La présentation des références doit suivre les conventions bibliographiques. Il est recommandé d'utiliser les modèles {{Ouvrage}}, {{Chapitre}}, {{Article}}, {{Lien web}} et/ou {{Bibliographie}}. Le mode d'édition visuel peut mettre en forme automatiquement les références.
- Insérer une infobox (cadre d'informations à droite) n'est pas obligatoire pour parachever la mise en page.

Pour une aide détaillée, merci de consulter Aide:Wikification.
Si vous pensez que ces points ont été résolus, vous pouvez retirer ce bandeau et améliorer la mise en forme d'un autre article.
Pour plus de détails, voir Fiche technique et Distribution.
Blind (Hindi : नीरजा) est un thriller indien en hindi réalisé par Shome Makhija sorti en 2023. Il est produit par Sujoy Ghosh, Avishek Ghosh, Hyunwoo Thomas Kim, Sachin Nahar, Pinkesh Nahar et Manish W. Le film met en vedette Sonam Kapoor comme personnage principal,, avec Purab Kohli, Vinay Pathak et Lillete Dubey dans les seconds rôles,. Blind est le remake du film coréen du même nom sorti en 2011. 

## Synopsis
Un policier aveugle (Sonam Kapoor) se lance à la poursuite d'un tueur en série.

## Distribution
- Sonam K Ahuja comme Gia[7]
- Purab Kohli
- Vinay Pathak
- Lillete Dubey
- Shubham Saraf[8]
- Lucy Arden
- Javed Khan

## Production
Le tournage a lieu en Écosse, à Glasgow, du 28 décembre 2020 au 13 février 2021,.